# 이스트 리파 클럽
이스트 리파 클럽(아랍어: نادي الرفاع الشرقي)은 리파를 연고로 하는 바레인의 축구단이다. 현재 바레인 프리미어리그에 참가하고 있다.

## 우승
- 바레인 프리미어리그: 1994
- 바레인 2부 리그: 2014
- 바레인 킹스컵: 1999, 2000, 2014
- 바레인 FA컵: 2019
- 바레인 슈퍼컵: 2014

## 선수 명단

### 현역
참고: FIFA 자격 규정에 따라 소속된 국가대표팀 국기를 표시합니다. 선수는 복수의 FIFA 비회원국 국적을 가지고 있을 수 있습니다.
| 번호 | 포지션 | 국적 | 이름 |
| ---- | ------ | ---- | ---- |

| 번호 | 포지션 | 국적   | 이름          |
| ---- | ------ | ------ | ------------- |
| 23   | FW     | 튀니지 | 아이멘 하르지 |

### 역대
틀:이스트 리파 클럽 선수 명단